# 卡爾·厄爾斯金
卡爾·丹尼爾·厄爾斯金（英語：Carl Daniel Erskine，1926年12月13日—2024年4月16日），為前美國職棒大聯盟的投手，生涯皆效力於道奇隊。他幫助球隊拿下5次國聯冠軍，1次世界大賽冠軍。1953年，厄爾斯金單季拿下20勝。他在世界大賽單場投出14次三振，一度寫下大聯盟紀錄。1950年代，國聯共出現7場無安打比賽，而厄爾斯金一個人就投出了其中2場。在退休後，厄爾斯金成為一名企管和作家。

## 職業生涯
厄爾斯金比同期的黑人投手唐·紐康伯還早一年登上大聯盟。他在前三年主要擔任後援投手，一共拿下21勝10敗。1951年，厄爾斯金同時擔任先發與後援，最後拿下16勝12敗。隔年他拿下14勝6敗，防禦率2.70寫下生涯新低。1953年，厄爾斯金拿下生涯新高的單季20勝，隔年拿下18勝，並入選生涯唯一一次的明星賽。
1951年10月3日，道奇與巨人在爭奪國聯冠軍。而道奇推出紐康伯先發，而他先發前8局僅失一分，後來他在9局下被接連敲安後退場。而當時厄爾斯金和Ralph Branca正在牛棚熱身，不過投手教練認為厄爾斯金整季都受到手臂痠痛的影響，因此他決定讓Branca上場。結果Branca被巴比·湯森敲出再見三分砲。
1952年6月19日和1956年5月12日，厄爾斯金都投出無安打比賽。而他生涯打了5次世界大賽，並於1955年拿下隊史首冠。其中1953年世界大賽第三場，厄爾斯金單場投出14次三振，一度成為世界大賽的單場三振紀錄，後來在10年後才被山迪·柯法斯打破。
1957年，球隊搬到洛杉磯。不過厄爾斯金在1959年就選擇退休，當時他僅33歲。

## 個人生活
厄爾斯金在1947年結婚，並育有3子1女，不過小兒子Jimmy在2023年去世。
2024年4月16日，高齡97歲的厄爾斯金因為肺炎去世。厄爾斯金的去世，也象徵著1940年代至1950年代道奇隊「夏日男孩」全員離世。

## 書籍
- 卡爾·厄爾斯金. . Sports Publishing. 2004. ISBN 1-58261-282-X.
- 卡爾·厄爾斯金. . 麥格勞·希爾（McGraw Hill）. 2005. ISBN 0-07-145085-8.
- 羅傑·卡恩, 夏日男孩（The Boys of Summer） (New York:  Harper & Row, 1972)

## 生涯投球成績
| 勝投 | 敗投 | 防禦率 | 出賽場次 | 先發 | 完投 | 完封 | 投球局數 | 安打 | 失分 | 自責分 | 全壘打 | 保送 | 三振 | 暴投 | 觸身球 |
| ---- | ---- | ------ | -------- | ---- | ---- | ---- | -------- | ---- | ---- | ------ | ------ | ---- | ---- | ---- | ------ |
| 122  | 78   | 4.00   | 335      | 216  | 71   | 14   | 1718.2   | 1637 | 830  | 763    | 199    | 646  | 981  | 38   | 16     |

## 外部連結
- 球員資訊和成績在MLB，ESPN，Retrosheet ，Baseball Reference ，Baseball Reference (Minors) ，Fangraphs，The Baseball Cube （英文）